# Eugène Delaporte
Ne doit pas être confondu avec Eugène Delaporte (peintre).
Pour les articles homonymes, voir Delaporte.
Eugène Delaporte, né le 21 février 1818 à Paris et mort le 20 février 1886 à Saint-Mandé, est un musicien français, fondateur des sociétés musicales en France.

## Biographie
Delaporte est entré au Conservatoire de Paris dans la classe de Zimmerman, où il a fait d’excellentes études musicales. Installé, en 1843, à Sens comme organiste et professeur, il s’y est fait en peu de temps une haute situation.
Doué d’une nature active, à l’avènement de la Révolution de 1848, l’idée lui est venue d’appliquer à la province la méthode Wilhem, créée le 7 octobre 1833 pour lancer le mouvement festif et musical de masses des orphéons afin d’inculquer le gout musical au peuple militant et le former par groupes grâce à un vaste système d’éducation musicale. Après avoir connu le succès dans le département de l’Yonne, où il avait commencé, il a résolu d’y consacrer sa vie et de se dévouer entièrement au développement de l’art musical populaire à travers le reste de la France.
Pour exécuter cet audacieux projet, il s’est lié avec F. J. Simon, l’un des lieutenants les plus actifs du philanthrope des artistes, le baron Taylor. L’influence de ce dernier lui a permis d’obtenir, le 15 juillet 1848, une sorte de mission officielle du ministre de l’Intérieur de l’époque, Jules Senard, qui a été comme la consécration de son entreprise. 
Cette recommandation du ministre a permis à Delaporte d’organiser des sociétés chorales partout en France. Il s’est dévoué sans réserve à cette œuvre capitale, parcourant la France à pied, secouant la torpeur des uns, excitant la bonne volonté des autres, faisant office de véritable apôtre, créant ou faisant créer des sociétés, organisant des concours, des festivals, des solennités de tout genre, sans se laisser rebuter par aucun obstacle, par aucune difficulté, tournant les uns, surmontant les autres, et en parvenant toujours à ses fins. Bientôt, sur tout le territoire en France, il a existé plus de 12 000 sociétés musicales, formées par plus de 600 000 exécutants. « Ce que Delaporte a remué d’idées en matière orphéonique, d’idées ingénieuses, pratiques, souvent grandioses, est incalculable. »
Il a effectué un voyage fameux à Londres et le festival qu’il y a donné, en juin 1860, à la tête de 5 000 orphéonistes sont restés célèbres en Angleterre. La même année, le 6 aout 1860, il a reçu le ruban de chevalier de la Légion d’honneur. Delaporte était, malheureusement, quoique excellent homme, très entier dans ses volontés ; il ne savait faire aucune concession, et manquait d’esprit de conduite. Après avoir suscité des jalousies, il s’est créé de nombreuses inimitiés ; un jour est venu l’abandon, puis la misère, une misère noire, puis l’oubli. Il est mort obscurément, misérablement, à l’hospice Lenoir-Jousseran, à peine quelques rares amis avaient été prévenus de l’événement et ont pu accompagner à sa dernière demeure ce serviteur de l’art, qui a été enterré, le 24 février, bien modestement au cimetière de Saint-Mandé. Un peloton du 124e de ligne lui ont rendu les honneurs. Quelques rares amis faisant cortège à cet homme, qui avait remué tant de masses chorales et instrumentales, ont décidé d’ouvrir une souscription pour lui élever une pierre tombale digne de sa mémoire, et consacrant à la fois le souvenir de sa carrière laborieuse et la reconnaissance des sociétés dont il a été le propagateur dévoué et le constant soutien.